# Quimiotón

Autocatalytic Reacción de chemoton

El quimiotón es un modelo abstracto de la unidad fundamental de la vida desarrollado por el biólogo teórico húngaro Tibor Gánti. Es el modelo computacional abstracto de protocélula más antiguo que se conoce. Gánti concibió la idea básica en 1952 y formuló el concepto en 1971 en su libro The Principles of Life (originalmente escrito en húngaro, y no traducido al inglés hasta 2003). Ganti asumió el quimiotón como el antepasado original de todos los organismos, o el último antepasado común universal.
La idea básica del modelo es que la vida debe, fundamental y esencialmente, tener tres propiedades: metabolismo, autorreplicación, y una membrana de tipo bicapa lipídica. Las funciones metabólicas y de replicación forman, conjuntamente, un subsistema autocatalítico necesario para las funciones básicas de la vida, mientras que la membrana encierra este subsistema para separarlo del entorno que lo rodea. Por tanto, cualquier sistema que tuviera dichas propiedades puede ser considerado como vivo, será sometido a selección natural y contendrá información para el automantenimiento celular. El modelo está considerado como una de las contribuciones más significativas, sino la que más, a la biología teórica en el siglo XX para entender la base química y el origen de vida puesto que proporciona una filosofía de las unidades evolutivas.

## Características
El quimiotón es una protocélula que crece gracias al metabolismo, reproduce por fisión biológica, y posee el menos una variación genética rudimentaria. Así,  contiene tres subsistemas: una red autocatalítica para el metabolismo, una bicapa lipídica para la organización estructural y una maquinaria de replicación de la información. A diferencia de las reacciones metabólicas celulares, el metabolismo del quimiotón es un ciclo químico autónomo que no depende de enzimas. La autocatálisis produce sus propias estructuras y funciones. Por lo tanto, el proceso en sí mismo, no posee variación hereditaria. La reacción del modelo, sin embargo, afirma que otra molécula (T en la figura) se produce de forma espontánea y se incorpora en la estructura de la protocelula. Esta molécula es anfipática como los lípidos de membrana, pero es altamente dinámico, dejando pequeños huecos que se cierran y abrir frecuentemente. Esta estructura inestable es importante para que nuevas moléculas anfipáticas puedan ser añadidas, de tal manera que se pueda formar una membrana con posterioridad. Esto se convertirá en una microsfera. Debido a reacción metabólica, la presión osmótica generada se acumulará dentro de la microsfera, y dará lugar a una fuerza para invaginar la membrana, que en última instancia producirá la división. De hecho, este proceso es similar a la división célula de bacterias sin pared celular, como Mycoplasma. Las continuas reacciones también producen invariablemente polímeros variables que puede ser heredados por las células hijas. En versiones posteriores del quimiotón, la información hereditaria actuará como material genético, similar a una ribozima en el Mundo de ARN.

## Importancia

### Origen de la vida
El uso primario del modelo del quimiotón es el estudio del origen químico de vida. El propio quimiotón puede ser, en teoría, una vida celular primitiva, ya que se satisface la definición de lo que es una célula (unidad de actividad biológica encerrada por una membrana capaz de la autorreproducción). La demostración experimental mostró que un quimiotón sintético puede sobrevivir en un amplio rango de soluciones químicas, puede formar materiales para sus componentes internos, es capaz de metabolizar sus propios productos químicos y finalmente posee la habilidad de crecer en tamaño y reproducirse por sí mismo.

### Unidad de selección
Puesto que se ha hipotetizado acerca de que los primeros sistemas de replicación fueran estructuras sencilla, probablemente antes de la existencia de enzimas o moldes, el quimiotón proporciona un escenario plausible. Como una entidad autocatalítica pero sin genética, es anterior a los precursores de la vida dependientes de enzimas, como el Mundo de ARN. Pero siendo capaz de autorreplicarse y producir metabolitos diversos, es posible que fuera la primera entidad sometida a evolución biológica, y por lo tanto, el origen de la unidad de selección Darwiniana.

### Vida artificial
El quimiotón ha sentado las bases de algunos aspectos de la vida artificial. La base computacional se ha convertido en un tema de desarrollo de software y experimentación en la investigación de vida artificial. La razón principal es que el quimiotón simplifica las complejas funciones bioquímicas y moleculares complejas de las células vivas. Puesto que el quimiotón es un sistema que consta de un número grande pero fijo de especies moleculares que interactúan, puede ser aplicado eficazmente en un lenguaje basado en procesos de álgebra como el lenguaje de programación BlenX.